# Днепр (санитарный транспорт)
Молдавия, ранее Cabo San Agustin — испанский, с 1938 года советский грузопассажирский теплоход, построен в Бильбао в 1931 году. В ходе Гражданской войны в Испании контролировался республиканцами использовался для военных перевозок и был после последнего рейса выкуплен СССР. В начале Великой Отечественной войны вооружён и мобилизован для воинских перевозок Черноморского флота. В октябре 1941 года был торпедирован немецкой авиацией у берегов Кавказа.

## Постройка
Испанский пассажирский лайнер «Cabo San Agustin» был построен в сентябре 1931 года на верфи в Бильбао, Испания.

## Характеристики[1]
- водоизмещение — 12500
- длина — 147,16 м,
- ширина — 19,3 м,
- осадка — 10.4 м.
- скорость — 17 узлов.
- силовая установка — 2450 л. с., дизель
- пассажировместимость — ?
- штатная эвакоёмкость после перестройки в госпитальное судно 200 коек[2].

## Эксплуатация

### Испанская республика
Во время гражданской войны в Испании использовался испанскими республиканцами для перевозок военных грузов из СССР под управлением капитана Родригеса Балагера и его помощника Хосе Антонио Монтебланко (испанский псевдоним лейтенанта Семёна Славина). Ходил в период четвёртой серии поставок вооружения с 21 апреля по 10 августа 1937 года. Совершил несколько рейсов, перевозя истребители, танки, пулемёты, снаряды и патроны. С мая 1937 года пароход был вооружен — в Севастополе на него были установлены 4 45-мм пушки и 2 пулемета.
30 июля 1937 года лайнер «Cabo San Agustin» вышел из Севастополя под советским флагом, из предосторожности неся на борту название «Туркестан». В Эгейском море имя сменили на «Гавана». До Картахены борт добрался без происшествий. В 1938 году лайнер «Cabo San Agustin» ещё отправился в СССР на этот раз под управлением капитана Эскудеро Эугению Мантилья. После последнего прорыва в СССР к моменту завершения гражданской войны в Испании находился в советском порту. Решением Политбюро ЦК ВКП (б) от 16 сентября 1938 года о разрешении покупки парохода «Cabo San Agustin» у Испанской Республики для этой цели были выделены валютные средства. Военный эксперт Александр Широкорад считает, что «Святой Августин», доставивший в свой последний рейс в СССР испанских коммунистов и их родственников, был экспроприирован в счёт долгов за вооружение.

### СССР
Лайнер был передан Военно-морскому училищу для использования в качестве учебного корабля.
19 сентября 1941 года был переформирован в санитарный транспорт и передан медслужбе Черноморского флота. В сентябре 1941 года санитарно-транспортное судно «Днепр» совершил два рейса из Одессы в Новороссийск — 6 сентября 1941 года перевезя 1053 человек и 30 сентября 1941 года — 216 человек. Общее количество эвакуированных составило 1269 человек, из них 423 (33 %) лежачих.
3 октября 1941 года транспорты «Абхазия», «Днепр» и «Чехов» в охранении эсминца «Смышленый» и базового тральщика Т-408 «Якорь» вышли из Новороссийска в Севастополь. Командиром «Днепра» был капитан 3 ранга А. Н. Моргунов. В 19.20 юго-западнее мыса Утриш шедший порожняком «Днепр» был атакован торпедоносцами противника, которые выпустили по нему с малой высоты с дистанции около тысячи метров шесть торпед. Транспорт на полном ходу уклонился от пяти торпед, но одна поразила его в среднюю часть, и в 19.30 он затонул в точке 44°38’N 37°15’E на глубине около 1200 метров. Тральщик «Якорь» поднял из воды на месте гибели судна 163 человека. Погибли 40 человек.